# Kreuzrath

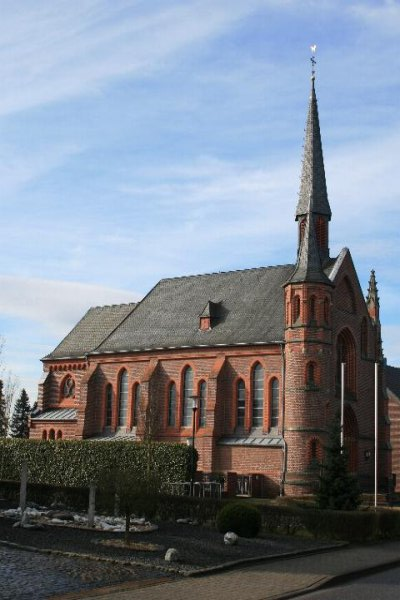
Katholische Pfarrkirche

Kreuzrath (Limburgisch: Kritsraoj oder Kritschroai) ist ein Ortsteil der Gemeinde Gangelt im Kreis Heinsberg in Nordrhein-Westfalen.

## Geographie

### Lage
Kreuzrath liegt ca. 2,5 km nordöstlich von Gangelt an der Landesstraße 227. In der Nähe des Ortes, am Saeffeler Bach, befindet sich das Naturschutzgebiet Höngener- und Saeffeler Bruch.

### Gewässer
Bei Starkregen und bei Schneeschmelze fließt das Oberflächenwasser aus den Bereich Kreuzrath in den Saeffeler Bach (GEWKZ 2818222) und dann weiter über den Rodebach in die Maas. Der Saeffeler Bach hat eine Länge von 12,747 km bei einem Gesamteinzugsgebiet von 47,479 km².

### Nachbarorte
| Langbroich | Schierwaldenrath                            | Pütt     |
| Hastenrath | Kompassrose, die auf Nachbargemeinden zeigt | Birgden  |
| Gangelt    | Stahe                                       | Gillrath |

### Siedlungsform
Kreuzrath ist ein einzeiliges, beidseitig bebautes Straßendorf.

## Geschichte

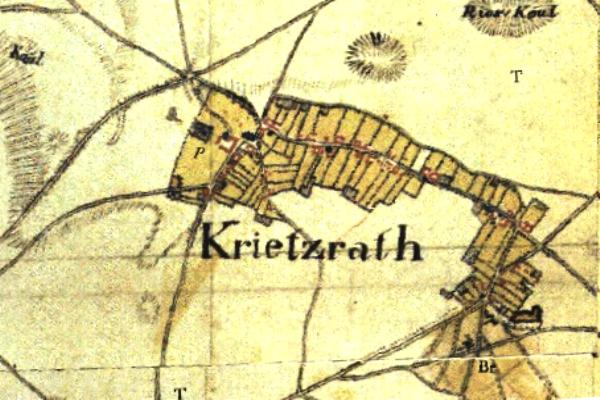
Kreuzrath auf der Tranchotkarte 1803–1820

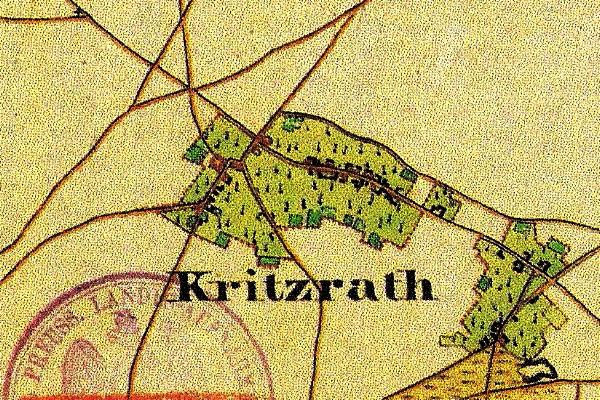
Kreuzrath auf der Urkatasterkarte von 1846

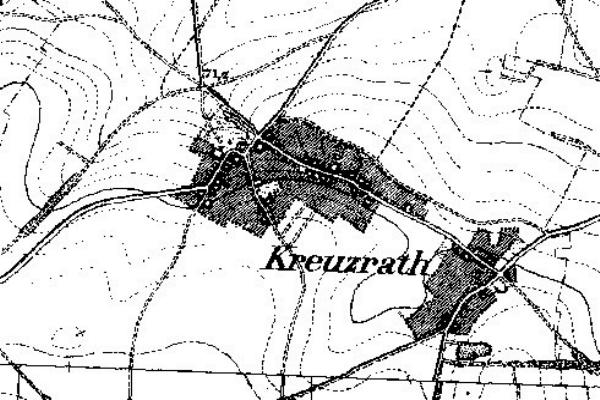
Kreuzrath auf der Neuaufnahme von 1912

### Ortsname
- 1326 Creystroyde
- 1341 Creytzrode
- 1418 Krytzrode
- 1595 Kritzradt
- 1820 Krietzrath
- 1846 Kritzrath
- 1912 Kreuzrath

### Ortsgeschichte
Kreuzrath gehörte früher zum Jülicher Amt Millen. Pfarre und Gericht von Kreuzrath waren nach Gangelt zugeordnet. Im Jahre 1326 besaßen die Herren von Heinsberg hier einen Fronhof, der nach längerer Eigenwirtschaft im 16. Jahrhundert in Zeitpacht ausgegeben wurde.
Kreuzrath hatte 1828 insgesamt 253 Einwohner, 1852 waren es 233 Einwohner. Kreuzrath bildete vor der Neugliederung 1969 mit den Orten Gangelt, Hohenbusch, Kievelberg, Mindergangelt, Niederbusch, Stahe und Vinteln die Gemeinde Gangelt. Mit dem Gesetz zur Neugliederung von Gemeinden des Selfkantkreises Geilenkirchen-Heinsberg vom 24. Juni 1969 verblieb Kreuzrath zum 1. Juli 1969 in der neuen Gemeinde Gangelt.

### Kirchengeschichte
Die katholische Pfarre St. Nikolaus Gangelt setzt sich aus den Orten Gangelt, Kreuzrath, Mindergangelt, und Vinteln zusammen. Die Bevölkerung besteht zum größten Teil aus Katholiken.
1268 schenkte Theoderich II. von Heinsberg das Patronatsrecht der Kirche dem Heinsberger Prämonstratenserinnenkloster. 1343/44 wurde die Kirche Gangelt dem Heinsberger Kloster inkorporiert. Von da an waren meist Prämonstratenser hier Seelsorger bis zur Auflösung der Klöster im Jahre 1802. Danach gehörte die Pfarre zum Kanton Geilenkirchen im neuen Bistum Aachen, später zum Erzbistum Köln und 1925 wieder zum Bistum Aachen. 1910 wurde in Kreuzrath eine Kapelle gebaut, die 1912 als Filialkirche „Zur Schmerzhaften Mutter“ benediziert wurde.
Im Zuge der Pfarrgemeindereformen im Bistum Aachen wurde die Pfarre „Zur Schmerzhaften Mutter“ in die Weggemeinschaft der katholischen Pfarrgemeinden Gangelt eingegliedert.

### Schulwesen
- Volksschule Kreuzrath, 1925: 1 Klasse, 1 Stufe, 1 Lehrer, 55 Kinder
- Volksschule Kreuzrath, 1965: 2 Klassen, 2 Lehrerstellen, 41 Kinder

## Politik
Gemäß § 3 (1) h) der Hauptsatzung der Gemeinde Gangelt ist Kreuzrath ein Gemeindebezirk. Der wird durch einen Ortsvorsteher im Gemeinderat der Gemeinde Gangelt vertreten. Ortsvorsteher des Gemeindebezirks ist Wolfgang Erkens. Stand 2013

## Infrastruktur
- Im Februar 2013 lebten in Kreuzrath 540 Personen.
- Es existieren mehrere landwirtschaftliche Betriebe mit Tierhaltung, mehrere Pferdehöfe, eine Zimmerei, eine Fensterbaufirma, ein Café, eine Firma für Häusliche Pflege, Praxis für Logopädie, eine Bauträgergesellschaft und mehrere Kleingewerbebetriebe.
- Der Backsteinhof „Freches-Hof“ liegt im Herzen von Kreuzrath. Das Hauptgebäude des Hofes wurde 1786 erbaut und wird auch heute noch von mehreren Generationen bewohnt.
- Ein Altenpflegeheim mit Betreutes Wohnen existiert im Ort.
- Der Ort hat Anschluss an das Radverkehrsnetz NRW.

## Sehenswürdigkeiten
- Katholische Pfarrkirche „Zur Schmerzhaften Mutter“ als Denkmal Nr. 39
- Buntverglasung in der katholischen Pfarrkirche[9]
- Kriegerdenkmal an der Kirche in Kreuzrath
- Wegekreuz, Ganterheide 18 als Denkmal Nr. 40
- Backsteinhofanlage, Hauptstraße 20 als Denkmal Nr. 41
- Backsteinhofanlage, Hauptstraße 47 als Denkmal Nr. 42

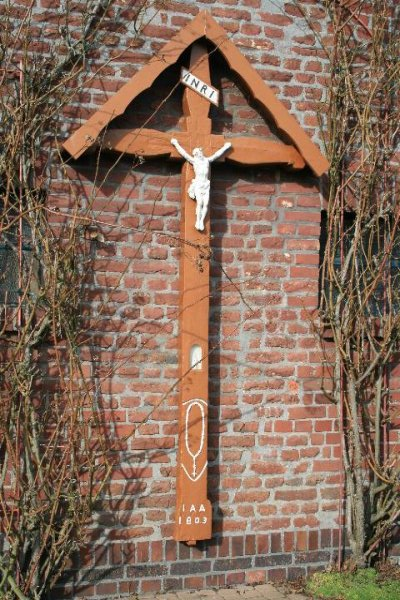
Gedenkkreuz
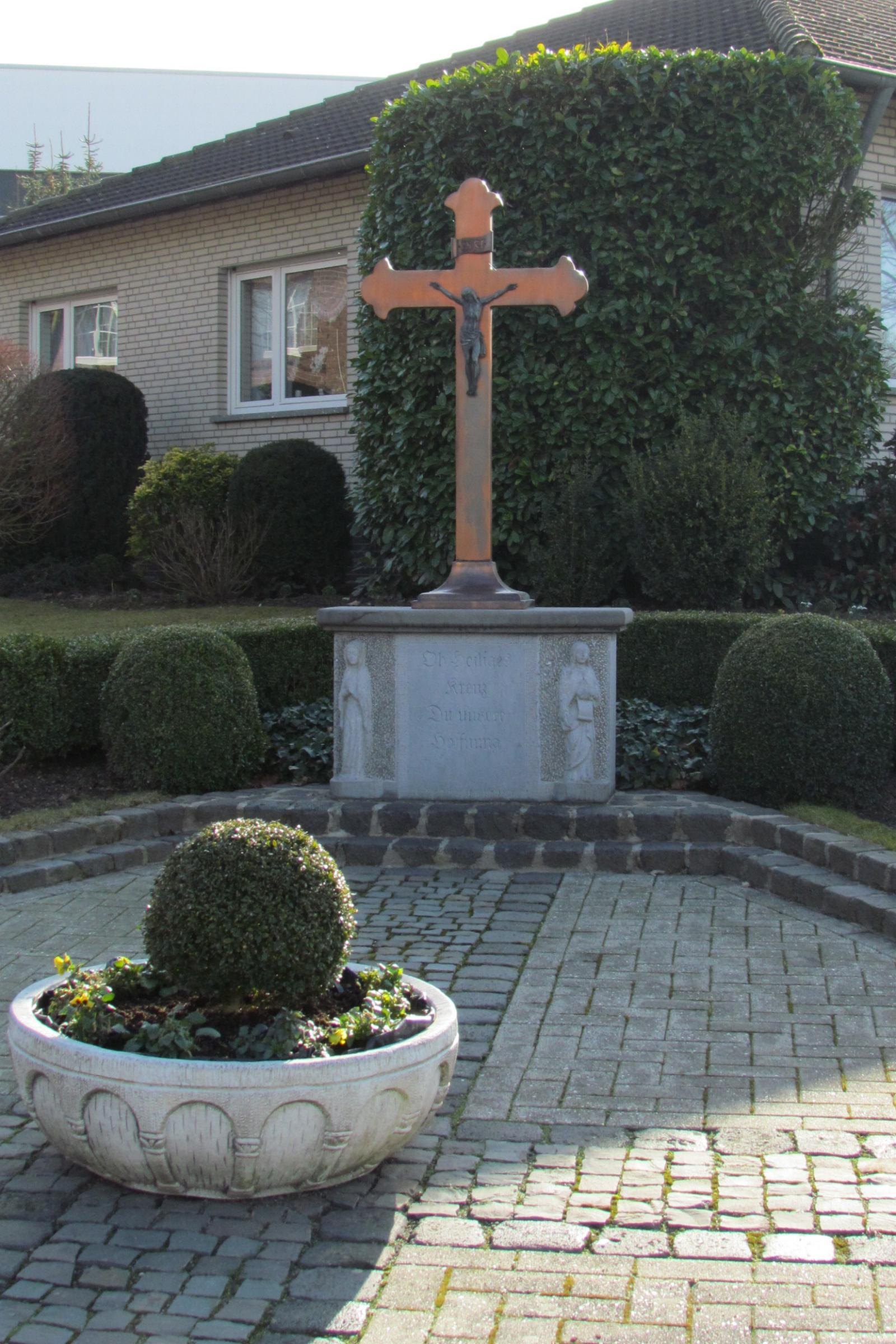
Wegekreuz
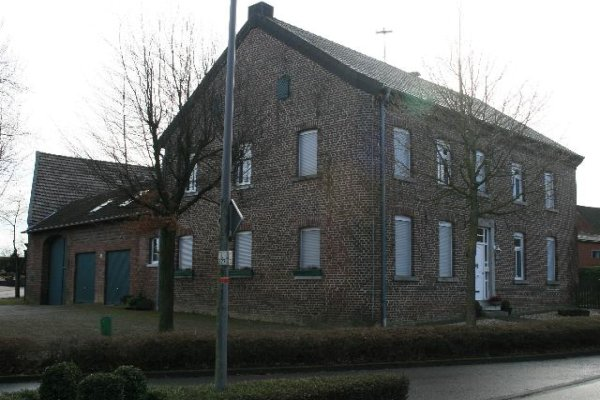
Backsteinhofanlage
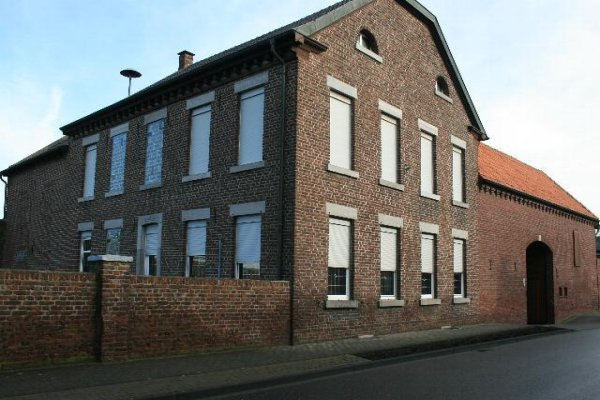
Backsteinhofanlage

## Verkehr
Die AVV-Linien 423 und 435 der WestVerkehr verbinden Kreuzrath wochentags mit Birgden, Gangelt und Geilenkirchen. 
Zudem verkehrt der Multi-Bus seit dem 9. Juni 2024 kreisweit erweitert und zu einheitlichen Bedienzeiten. Mehr Informationen gibt es bei WestVerkehr.
| Linie | Verlauf |
| ----- | --- |
| 423   | (Stahe – Niederbusch) / (Kreuzrath – Birgden – Schierwaldenrath – Langbroich) – Birgden Schule oder Breberen Grundschule – (Schümm ←) Kievelberg – Hastenrath – Gangelt – Mindergangelt – Gangelt Bf – Vinteln – Langbroich |
| 435   | Geilenkirchen Bf – Bauchem – Gillrath – Stahe – Birgden – Kreuzrath – Gangelt – Süsterseel – Hillensberg – Wehr – Tüddern – Höngen                                                                                          |

## Vereine
- Freiwillige Feuerwehr Gangelt, Löscheinheit Kreuzrath
- St. Aegidius Schützenbruderschaft Kreuzrath e. V.
- Trommler- und Pfeiferkorps „Frisch voran“ 1925 Kreuzrath e. V.
- Kirchenchor Kreuzrath e. V.
- Reitverein Pferdefreunde Kreuzrath e. V.
- Theaterverein Kreuzrath e. V.
- Jugendgruppe Kreuzrath
- Sozialverband VdK Deutschland – Ortsverband Birgden

## Regelmäßige Veranstaltungen
- Karnevalsveranstaltung des Trommler- und Pfeiferkorps
- Vogelschuss der Bruderschaft
- Patronatsfest und Kirmes in Kreuzrath
- St. Martin-Umzug in Kreuzrath
- Theateraufführungen

## Straßennamen
Benterkaul, Ganterheide, Hauptstraße, Im Feldblick, Im Kranzfeld, Langhecker Weg, Pilsstraße, Ziegeleistraße, Im Huuk